# Ива Ледебура
Ива Ледебура (лат. Salix ledebouriana) — вид деревянистых растений рода Ива (Salix) семейства Ивовые (Salicaceae).
Вид назван в честь немецкого ботаника Карла Фридриха фон Ледебура.

## Ботаническое описание
Кустарник 1,5—3 м высотой с серовато-белой или почти белой, реже желтовато-серой, лоснящейся корой, самые молодые веточки голые, нередко красновато-буроватые, покрытые местами, равно как и почки, сизым налетом. Листья плотные, голые (лишь самые молодые с редкими длинными и тонкими прижатыми волосками), с обеих сторон серовато-зелёные ланцетовидные или линейно-продолговатые, к обоим концам суженные, на конце заострённые, реже туповатые, при основании клиновидные, цельнокрайные, редко некоторые, преимущественно верхние на ветвях, близ своей верхушки с редкими и очень мелкими прижатыми зубчиками, с сильно выдающимся беловатой срединной жилкой и многочисленными боковыми жилками, 3—8 см длиной и 3,5—15 мм шириной, в 6—14 раз длиннее своей ширины. Прилистники отсутствуют.
Серёжки 2,5—3 см длиной, не очень густоцветные, появляющиеся несколько позднее листьев на очень коротких (2—5 мм длиной) боковых веточках, снабженных 2—3 небольшими туповатыми листьями. Мужские серёжки довольно тонкие (4—5 мм шириной), прицветники их длинно-волосистые, широкоэллиптические или обратно-яйцевидные, вогнутые, на конце обыкновенно закруглённые, около 1,5 мм длиной, в верхней части бурые, при основании же бледные. Тычинок 2, сросшихся нитями до самых пыльников, нити их голые или при основании немного волосистые, пыльники буроватые. Нектарник 1, продолговатый или яйцевидный, на верхушке буроватый, около ⅓ мм длиной. Прицветные чешуйки и нектарники у женских цветков такие же; завязь яйцевидно-коническая, на очень короткой ножке или почти сидячая, покрытая короткими прижатыми волосками; столбик очень короткий или рыльца почти сидячие, цельные или неглубоко выемчатые, буроватые. Коробочка 4—5 мм длиной и 2—2,5 мм шириной, негусто покрытая тонкими и короткими прижатыми волосками или почти голая.

## Распространение и экология
Сибирь, Центральная (Казахстан) и Восточная Азия (Монголия). Обитает по поймам и берегам рек, лугам, иногда засолённым, в степной и пустынно-степной областях; образует заросли.